# Liste von Bibliotheken in Thüringen
Diese Liste umfasst eine Auswahl bedeutender und großer Bibliotheken im deutschen Freistaat Thüringen.

## Landesbibliotheken
- Thüringer Universitäts- und Landesbibliothek Jena

## Hochschul- und wissenschaftliche Spezialbibliotheken
- Universitätsbibliothek Erfurt
- Forschungsbibliothek Gotha der Universität Erfurt
- Universitätsbibliothek Ilmenau
- Thüringer Universitäts- und Landesbibliothek Jena
- Universitätsbibliothek Weimar
- Herzogin Anna Amalia Bibliothek mit Weimarer Militärbibliothek

## Kommunale Bibliotheken
- Stadt- und Regionalbibliothek Erfurt
- Stadt- und Regionalbibliothek Gera
- Stadtbibliothek Gotha
- Stadtbibliothek Nordhausen

## Kirchliche Bibliotheken
- Bibliothek des Evangelischen Ministeriums im Augustinerkloster Erfurt

## Sonstige Bibliotheken
- Kunstbibliothek des Lindenau-Museums
- Gelbes Schloss (Weimar)
- Goethe- und Schiller-Archiv